# Totowa
Totowa es un borough ubicado en el condado de Passaic en el estado estadounidense de Nueva Jersey. En el año 2010 tenía una población de 10,804 habitantes y una densidad poblacional de 1,028 personas por km².

## Geografía
Totowa se encuentra ubicado en las coordenadas 41°54′17″N 74°13′19″O / 41.90472, -74.22194.

## Demografía
Según la Oficina del Censo en 2000 los ingresos medios por hogar en la localidad eran de $60,408 y los ingresos medios por familia eran $69,354. Los hombres tenían unos ingresos medios de $44,462 frente a los $33,869 para las mujeres. La renta per cápita para la localidad era de $26,561. Alrededor del 4.1% de la población estaba por debajo del umbral de pobreza.